# Guz Wilmsa

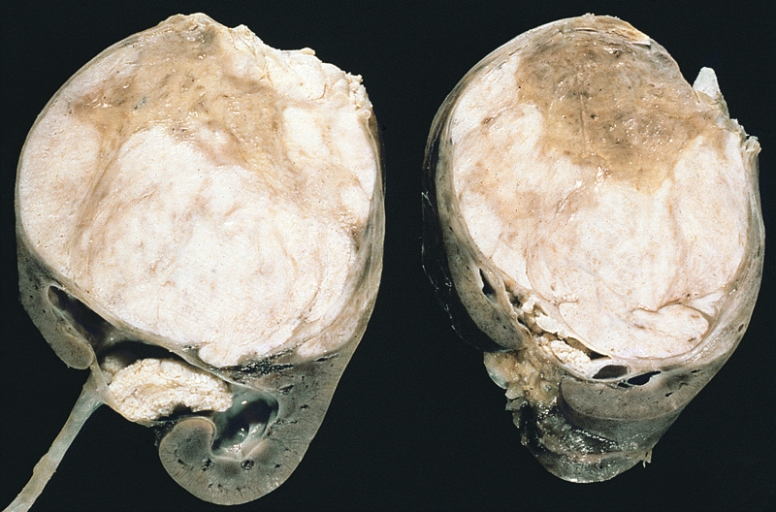
Preparat sekcyjny nerki z guzem Wilmsa

Guz Wilmsa, nerczak zarodkowy, nerczak płodowy, nefroblastoma, nerczak złośliwy (łac. nephroblastoma, tumor Wilmsi) – złośliwy nowotwór nerki wieku dziecięcego.

## Historia
Guz zawdzięcza nazwę szczegółowemu opisowi przedstawionemu w 1899 roku przez niemieckiego chirurga Maxa Wilmsa, który na podstawie siedmiu przypadków guzów nerek u dzieci określił „nowy” typ guza jako Mischgeschwülste (guz mieszany). Nowotwór opisali jednak wcześniej William Osler w 1879 i Felix Victor Birch-Hirschfeld w 1898. Przypuszczalnie guzem Wilmsa był też nowotwór u dwuletniego chłopca z krwiomoczem, usunięty z całą nerką przez angielskiego chirurga Thomasa Jessopa w czerwcu 1877 w General Infirmary w Leeds.

## Epidemiologia
Guz Wilmsa jest drugim co do częstości (po nerwiaku zarodkowym) pozaczaszkowym guzem litym u dzieci. Częstość szacuje się na 1:10 000. Jest odnotowywany w ponad 500 nowych przypadkach każdego roku w Stanach Zjednoczonych; w 6% jest obustronny. Występuje częściej u dzieci czarnoskórych, w krajach śródziemnomorskich i skandynawskich, rzadszy jest na Dalekim Wschodzie. Stwierdza się również nieco częstsze występowanie u dziewczynek niż u chłopców. Najczęściej wykrywany jest on w wieku przedszkolnym. Niekiedy ujawnia się w okresie niemowlęcym, opisano przypadki wykrycia wrodzonego guza w USG. Średni wiek zachorowania wynosi 3,5 roku, 50% guzów wykrywanych jest przed ukończeniem 3. roku życia, a 90% do 7. roku życia. Guz Wilmsa jest bardzo rzadki u dorosłych.

## Etiologia
Guz Wilmsa jest jednym z nowotworów o najlepiej zbadanej patogenezie. Wykazano związek wystąpienia choroby z mutacjami genów WT1 i WT2; obydwa geny zlokalizowane są na chromosomie 11. Gen WT1 koduje czynnik transkrypcyjny WT1, odgrywający rolę w rozwoju nerki i gonad; jest też regulatorem transkrypcji innych genów, między innymi kodujących PDGF i IGF-2. Nefroblastoma występuje częściej w następujących zespołach wad:
- zespół WAGR
- zespół Beckwitha-Wiedemanna
- zespół Denysa-Drasha
- zespół Perlmana
- zespół Edwardsa.

Ponadto często stwierdza się współistnienie następujących wad wrodzonych:
- wad wrodzonych układu moczowego, takich jak:
  - hipoplazja nerek
  - zdwojenie układu kielichowo-miedniczkowego
  - nerka torbielowata
  - nerka podkowiasta
  - spodziectwo (1,8%)
  - wnętrostwo (2,8%)
- przerost połowiczy ciała (hemihypertrophia) (2,5%)
- wrodzony brak tęczówki (aniridia)
- wady układu kostno-stawowego
- plamy café au lait
- wady układu krążenia.

## Patogeneza
Guz wywodzi się z nisko zróżnicowanej blastemy nerkowej, tak zwanej pozostałości nefrogennych. Stan obecności tej przetrwałej tkanki płodowej w nerkach nazywa się nefroblastomatozą; wykrywana jest u około 1% noworodków. Nosicielstwo mutacji WT1 i WT2 predysponuje do przetrwania pozostałości nefrogennych.

## Objawy i przebieg
- na ogół bardzo dobry stan ogólny dziecka
- wyczuwalny duży guz w jamie brzusznej
- nasilające się bóle brzucha
- gorączka
- nadciśnienie tętnicze
- wymioty
- krwiomocz
- nawracające zakażenia układu moczowego
- niedrożność jelit

Guz rozwija się zwykle w jednej nerce. Początkowo może nie dawać żadnych objawów, ale rośnie bardzo szybko: w kilka tygodni od pojawienia się pierwszych objawów może dojść do zajęcia przez niego połowy jamy brzusznej. W momencie rozpoznania możliwe są już przerzuty nowotworowe (do płuc, wątroby). Krwiomocz pojawia się wprawdzie tylko w 10% przypadków, ale należy przypuszczać, iż w pozostałych występuje krwinkomocz.
Nowotwór ten rośnie rozprężająco w formie otorebkowanego guza, zazwyczaj w jednym z biegunów nerki, ale może czasem rosnąć również odmiedniczkowo. Posiada dosyć dużą dynamikę wzrostu, a w niektórych przypadkach może doprowadzić do przebicia otrzewnej i wystąpienia objawów otrzewnowych. Posiada bardzo bogate unaczynienie, stąd też jego duża skłonność do przerzutowania w bardzo liczne miejsca w stosunkowo krótkim okresie, drogą krwionośną bądź przez naczynia chłonne.

## Obraz histologiczny
Guz Wilmsa należy do grupy nowotworów drobnookrągłoniebieskokomórkowych. Klasyczny obraz histologiczny guza przedstawia trójskładnikową budowę:
- składnik nabłonkowy, utworzony przez komórki różnicujące się w kierunku nabłonkowym, tworzy poronne cewki i kłębuszki nerkowe
- komórki blastemy – małe komórki o skąpej cytoplazmie i hiperchromazji jąder, intensywnie dzielące się mitotycznie
- podścielisko, utworzone przez myksoidalną tkankę mezenchymalną i wrzecionowate komórki.

Société Internationale d'Oncologie Pédiatrique (SIOP) wyróżnia trzy grupy ryzyka na podstawie budowy histologicznej guza:
- niskiego stopnia złośliwości, o korzystnej budowie histologicznej, mają przewagę składnika nabłonkowego. Zalicza się tu także guzy ze strukturami włókniakogruczolakopodobnymi, torbielowate częściowo zróżnicowane i nerczaki mezoblastyczne.
- pośredniego stopnia złośliwości, o tzw. standardowej (typowej) budowie histologicznej, mają mało zróżnicowany nabłonek i przewagę składnika podścieliska
- wysokiego stopnia złośliwości, o niekorzystnej budowie histologicznej, charakteryzują się obecnością komórek anaplastycznych, podścieliska mięsakowatego i przewagą blastemy. Należą tu guzy o utkaniu mięsaka jasnokomórkowego nerki.

## Rozpoznanie
Ultrasonografia
W USG stwierdza się lity, owalny guz położony wewnątrznerkowo lub w sąsiedztwie narządu, mający pseudotorebkę, o niejednolitej echogeniczności. Układ kielichowo-miedniczkowy zajętej nerki może być przemieszczony i zniekształcony (uciśnięty lub poszerzony), czasem całkiem niewidoczny. Guz Wilmsa z reguły nie obejmuje ani nie unosi aorty: zjawisko wskazuje raczej na neuroblastomę.
Tomografia komputerowa
W obrazie TK w polu nerkowym stwierdza się zazwyczaj guz o niejednorodnej gęstości, po zakontrastowaniu hipodensyjny względem prawidłowego miąższu nerki, powodujący zniekształcenie lub powiększenie narządu. Można stwierdzić obecność tzw. pseudotorebki. W obrębie guza obecne są obszary zmniejszonej gęstości (hipodensyjne, odpowiadające ogniskom martwicy lub zwyrodnienia torbielowatego) oraz obszary zwiększonej gęstości (hiperdensyjne, odpowiadające wylewom krwawym do guza). Granica między masą guza a prawidłowym miąższem jest najczęściej zatarta. W TK z kontrastem można stwierdzić przerzuty do węzłów chłonnych.
Rentgenografia
Zdjęcie rentgenowskie klatki piersiowej ma na celu stwierdzenie lub wykluczenie obecności przerzutów odległych, wątroby, szerzenie się guza do światła żyły głównej dolnej lub żyły nerkowej, kontralateralny guz synchroniczny i pozostałości nefrogenne (nefroblastomatoza). 
Obrazowanie metodą rezonansu magnetycznego
W RM guz daje słaby sygnał w obrazach T1-zależnych i silny w obrazach T2-zależnych.

## Klasyfikacja
Klasyfikacja National Wilms Tumor Study Group (dotyczy guzów przed chemioterapią):
| Stopień | Charakterystyka |
| ------- | --- |
| I       | Guz ograniczony do nerki i poddany doszczętnej resekcji; nie pękł podczas operacji. Naczynia zatok nerki nie są zajęte dalej niż na 2 mm. W badaniu histopatologicznym nie ma pozostałości komórek nowotworu poza granicą cięcia                                                                                           |
| II      | Guz wychodzi poza nerkę, ale został całkowicie wycięty. W badaniu histopatologicznym nie ma pozostałości komórek nowotworu poza granicą cięcia. Zakrzepy w naczyniach nerki, ale tylko jeśli zostaną usunięte en bloc z guzem.                                                                                             |
| III     | Niedoszczętna resekcja guza, pozostałości w jamie brzusznej: zajęte węzły chłonne wnęki nerki, okołoaortalne albo rozsiew w jamie otrzewnej, albo wszczepy na powierzchni przepony, albo guz przekracza granicę cięcia chirurgicznego, albo guz nie został resekowany w całości z powodu zajęcia ważnych życiowo narządów. |
| IV      | Stwierdza się odległe przerzuty drogą krwiopochodną do odległych węzłów chłonnych |
| V       | Obustronne guzy nerek w momencie rozpoznania. |

W Europie stosuje się klasyfikację National Wilms Tumor Study Group w modyfikacji Société Internationale d'Oncologie Pédiatrique (SIOP). 
| Stopień | Charakterystyka |
| ------- | --- |
| I       | Guz ograniczony do nerki i poddany doszczętnej resekcji; nie pękł ani nie został nakłuty. W badaniu histopatologicznym nie stwierdza się naciekania loży nerki ani przerwania torebki guza |
| II      | Guz wychodzi poza nerkę, całkowita resekcja |
| IIIa    | Niedoszczętna resekcja guza – pękł podczas zabiegu albo przed nim, albo był nakłuwany (nie dotyczy biopsji cienkoigłowej)                                                                  |
| IIIb    | Biopsja nieoperacyjnego guza |
| IV      | Stwierdza się odległe przerzuty do płuc, wątroby kośćca, mózgu |
| V       | Obustronne guzy nerek |

## Różnicowanie
Guz Wilmsa wymaga różnicowania z guzem pnia współczulnego (neuroblastomą). Koniecznym do tego badaniem jest wykonanie poziomów katecholamin w moczu, oraz ich metabolitów. Biopsja aspiracyjna cienkoigłowa jest ostatecznością. 

## Leczenie
Stosuje się leczenie skojarzone: chirurgiczne, chemioterapię i radioterapię, a rokowanie zależy od histologicznego typu guza i jego zaawansowania.
| Stopień | NWTS          | NWTS                                                                 | SIOP            | SIOP                                                        | SIOP                                                                       |
| Stopień | Chemioterapia | Radioterapia                                                         | Chemioterapia   | Chemioterapia                                               | Radioterapia                                                               |
| Stopień | Chemioterapia | Radioterapia                                                         | Przedoperacyjna | Pooperacyjna                                                | Radioterapia                                                               |
| I | VA×18 tyg.    | -                                                                    | VA×4 tyg.       | VA×4 tyg.                                                   | -                                                                          |
| II | VA×18 tyg.    | -                                                                    | VA×4 tyg.       | VDA×27 tyg.                                                 | Niezajęte LN: nie Zajęte LN: 15 Gy                                         |
| III | VDA×24 tyg.   | 10,8 Gy                                                              | VA×4 tyg.       | VDA×27 tyg.                                                 | 15 Gy                                                                      |
| IV | VDA×24 tyg.   | 12 Gy na płuca jeśli meta do płuc 10,8 Gy na bok (jeśli stopień III) | VDA×6 tyg.      | CR po 9 tyg.: VDA×27 tyg. Nie ma CR po 9 tyg.: ICED×34 tyg. | Nie, jeśli zmiany w płucach cofną się do 9. tyg.; w przeciwnym razie 12 Gy |
| A – daktynomycyna; C – karboplatyna; CR – całkowita remisja; D – doksorubicyna; E – etopozyd; I – ifosfamid; LN – węzły chłonne; V – winkrystyna |               |                                                                      |                 |                                                             |                                                                            |

## Rokowanie
Rokowanie jest bardzo dobre. Dwuletnie przeżycie sięga 90%, a przeżycie 2 lat z reguły oznacza całkowite wyleczenie. Badania powinny obejmować TK w wieku 6 miesięcy i następnie badania USG jamy brzusznej co trzy miesiące do ukończenia siódmego roku życia.

## Badania przesiewowe
Wprowadzenie badań przesiewowych jest uzasadnione u pacjentów z rozpoznanymi zespołami wad predysponującymi do guza Wilmsa.